# Lance Todd Trophy
Die Lance Todd Trophy ist eine jährlich verliehene Auszeichnung, die seit 1946 dem Man of the Match im Finale des Challenge Cup verliehen wird. Benannt ist sie nach Lance Todd, einem neuseeländischen Rugby-League-Spieler, der während des Zweiten Weltkriegs bei einem Verkehrsunfall ums Leben kam. Die Entscheidung, wer die Auszeichnung erhält, fällen die Mitglieder der Rugby League Writers’ Association. Die Verleihung findet im AJ Bell Stadium statt.
Die Auszeichnung kann sowohl an einen Spieler der siegreichen, als auch an einen der besiegten Mannschaft verliehen werden. Letzteres geschah bisher allerdings nur achtmal. 1965 und 2007 erhielten zwei Spieler die Auszeichnung.
Der jüngste Spieler, der die Auszeichnung erhielt, war Peter Ramsden von den Huddersfield Giants. Er erhielt die Auszeichnung 1953 im Alter von 19 Jahren.

## Liste der Titelträger
- Fett markierte Spieler spielten auf der Seite der Verlierer

| Jahr | Name                     | Nat.               | Verein                       | Position                    |
| ---- | ------------------------ | ------------------ | ---------------------------- | --------------------------- |
| 1946 | Billy Stott              | England            | Wakefield Trinity Wildcats   | Innendreiviertel            |
| 1947 | Willie Davis             | Wales              | Bradford Bulls               | Verbinder                   |
| 1948 | Frank Whitcombe          | Wales              | Bradford Bulls               | Pfeiler                     |
| 1949 | Ernest Ward              | Wales              | Bradford Bulls               | Innendreiviertel            |
| 1950 | Gerry Helme              | England            | Warrington Wolves            | Gedrängehalb                |
| 1951 | Cecil Mountford          | Neuseeland         | Wigan Warriors               | Verbinder                   |
| 1952 | Billy Ivison             | England            | Workington Town              | Dritte-Reihe-Stürmer        |
| 1953 | Peter Ramsden            | England            | Huddersfield Giants          | Verbinder                   |
| 1954 | Gerry Helme              | England            | Warrington Wolves            | Gedrängehalb                |
| 1955 | John Grundy              | England            | Barrow Raiders               | Zweite-Reihe-Stürmer        |
| 1956 | Alan Prescott            | England            | St Helens                    | Pfeiler                     |
| 1957 | Jeff Stevenson           | England            | Leeds Rhinos                 | Gedrängehalb                |
| 1958 | Rees Thomas              | Wales              | Wigan Warriors               | Gedrängehalb                |
| 1959 | Brian McTigue            | England            | Wigan Warriors               | Zweite-Reihe-Stürmer        |
| 1960 | Tommy Harris             | Wales              | Hull FC                      | Hakler                      |
| 1961 | Dick Huddart             | England Australien | St Helens                    | Zweite-Reihe-Stürmer        |
| 1962 | Neil Fox                 | England            | Wakefield Trinity Wildcats   | Innendreiviertel            |
| 1963 | Harold Poynton           | England            | Wakefield Trinity Wildcats   | Verbinder                   |
| 1964 | Frank Collier            | England            | Widnes Vikings               | Pfeiler                     |
| 1965 | Ray Ashby Brian Gabbitas | England            | Wigan Warriors Hunslet Hawks | Verbinder, Außendreiviertel |
| 1966 | Len Killeen              | Sudafrika          | St Helens                    | Außendreiviertel            |
| 1967 | Carl Dooler              | England            | Featherstone Rovers          | Gedrängehalb                |
| 1968 | Don Fox                  | England            | Wakefield Trinity Wildcats   | Pfeiler                     |
| 1969 | Mal Reilly               | England            | Castleford Tigers            | Dritte-Reihe-Stürmer        |
| 1970 | William Kirkbride        | England            | Castleford Tigers            | Zweite-Reihe-Stürmer        |
| 1971 | Alex Murphy              | England            | Leigh Centurions             | Gedrängehalb                |
| 1972 | Kel Coslett              | Wales              | St Helens                    | Dritte-Reihe-Stürmer        |
| 1973 | Steve Nash               | England            | Featherstone Rovers          | Gedrängehalb                |
| 1974 | Derek Whitehead          | England            | Warrington Wolves            | Schlussmann                 |
| 1975 | Ray Dutton               | England            | Widnes Vikings               | Schlussmann                 |
| 1976 | Geoff Pimblett           | England            | St Helens                    | Schlussmann                 |
| 1977 | Steve Pitchford          | England            | Leeds Rhinos                 | Pfeiler                     |
| 1978 | George Nicholls          | England            | St Helens                    | Pfeiler                     |
| 1979 | David Topliss            | England            | Wakefield Trinity Wildcats   | Verbinder                   |
| 1980 | Brian Lockwood           | England            | Hull Kingston Rovers         | Pfeiler                     |
| 1981 | Mick Burke               | England            | Widnes Vikings               | Schlussmann                 |
| 1982 | Eddie Cunningham         | Wales              | Widnes Vikings               | Innendreiviertel            |
| 1983 | David Hobbs              | England            | Featherstone Rovers          | Zweite-Reihe-Stürmer        |
| 1984 | Joe Lydon                | England            | Widnes Vikings               | Innendreiviertel            |
| 1985 | Brett Kenny              | Australien         | Wigan Warriors               | Verbinder                   |
| 1986 | Bob Beardmore            | England            | Castleford Tigers            | Gedrängehalb                |
| 1987 | Graham Eadie             | Australien         | Halifax RLFC                 | Schlussmann                 |
| 1988 | Andy Gregory             | England            | Wigan Warriors               | Gedrängehalb                |
| 1989 | Ellery Hanley            | England            | Wigan Warriors               | Dritte-Reihe-Stürmer        |
| 1990 | Andy Gregory             | England            | Wigan Warriors               | Gedrängehalb                |
| 1991 | Denis Betts              | England            | Wigan Warriors               | Zweite-Reihe-Stürmer        |
| 1992 | Martin Offiah            | England            | Wigan Warriors               | Außendreiviertel            |
| 1993 | Dean Bell                | Neuseeland         | Wigan Warriors               | Dritte-Reihe-Stürmer        |
| 1994 | Martin Offiah            | England            | Wigan Warriors               | Außendreiviertel            |
| 1995 | Jason Robinson           | England            | Wigan Warriors               | Außendreiviertel            |
| 1996 | Robbie Paul              | Neuseeland         | St Helens                    | Gedrängehalb                |
| 1997 | Tommy Martyn             | England            | St Helens                    | Verbinder                   |
| 1998 | Mark Aston               | Irland             | Sheffield Eagles             | Gedrängehalb                |
| 1999 | Leroy Rivett             | England            | Leeds Rhinos                 | Schlussmann                 |
| 2000 | Andy Gregory             | England Neuseeland | Bradford Bulls               | Verbinder                   |
| 2001 | Sean Long                | England            | St Helens                    | Verbinder                   |
| 2002 | Kris Radlinski           | England            | Wigan Warriors               | Schlussmann                 |
| 2003 | Gary Connolly            | England            | Leeds Rhinos                 | Schlussmann                 |
| 2004 | Sean Long                | England            | St Helens                    | Verbinder                   |
| 2005 | Kevin Sinfield           | England            | Leeds Rhinos                 | Dritte-Reihe-Stürmer        |
| 2006 | Sean Long                | England            | St Helens                    | Gedrängehalb                |
| 2007 | Paul Wellens Leon Pryce  | England            | St Helens                    | Schlussmann, Verbinder      |
| 2008 | Paul Wellens             | England            | St Helens                    | Schlussmann                 |
| 2009 | Michael Monaghan         | Australien         | Warrington Wolves            | Hakler                      |
| 2010 | Lee Briers               | Wales              | Warrington Wolves            | Verbinder                   |
| 2011 | Jeff Lima                | Neuseeland         | Wigan Warriors               | Pfeiler                     |
| 2012 | Brett Hodgson            | Australien         | Warrington Wolves            | Schlussmann                 |
| 2013 | Matty Smith              | England            | Wigan Warriors               | Gedrängehalb                |
| 2014 | Ryan Hall                | England            | Leeds Rhinos                 | Außendreiviertel            |
| 2015 | Tom Briscoe              | England            | Leeds Rhinos                 | Außendreiviertel            |